# Unione Sindacale Italiana
Unione Sindacale Italiana (en français : Union syndicale italienne) était un syndicat italien d'inspiration syndicaliste révolutionnaire, dissoute par le régime fasciste en 1925. À partir de 1950, une nouvelle organisation d'inspiration anarcho-syndicaliste reprend son nom.

## Historique
Le syndicalisme révolutionnaire est né en Italie au lendemain de la grève nationale de septembre 1904 comme courant de gauche du parti socialiste italien avec comme dirigeants Arturo Labriola et Enrico Leone). 
À la tête du parti, avec le centre-gauche intransigeant d'Enrico Ferri, de 1904 à 1906, les syndicalistes révolutionnaires décidèrent de quitter le parti dans un congrès fractionnel qu'ils tinrent à Ferrare à la mi-1907. Tantôt au sein de la Confédération générale du Travail (CGdL), constituée en 1906 et aux mains des réformistes, tantôt à l'extérieur, ils menèrent de nombreuses luttes chez les ouvriers du Nord, dans les chemins de fer et dans les campagnes, surtout d'Émilie et des Pouilles (leaders : Ottavio Dinale, Alceste De Ambris, l'ouvrier agricole Giuseppe Di Vittorio etc.). 
En 1912, en parallèle à la montée des luttes ouvrières dans le Nord du pays (Milan, Turin, Ligurie, Toscane), ils abandonnèrent définitivement la CGdL pour fonder l'Union syndicale italienne. À ce syndicat adhéraient non seulement des syndicalistes révolutionnaires, de tradition marxiste, mais aussi désormais des anarchistes qui avaient leur fief à Carrare, à Pise et à Bologne.
En 1912 et 1913, des luttes ouvrières importantes furent conduites par l'USI à Turin et Milan (dirigeants : Pulvio Zocchi, Filippo Corridoni). 
En 1914, l'aile favorable à l'intervention de l'Italie dans la Première Guerre Mondiale aux côtés  de l'Entente, qu'elle jugeait défendre les intérêts de la démocratie contre la "barbarie" du Reich allemand, perdit la direction de l'USI et fut mise en minorité lors du congrès de Parme de septembre 1914, avant d'être expulsée progressivement en 1915 et 1916. Les leaders de l'aile dite "interventionniste", Alceste De Ambris, Filippo Corridoni, Tullio Masotti, Edmondo Rossoni et Michele Bianchi (futur secrétaire national du Parti national fasciste) fondent en 1918 l' Unione Italiana del Lavoro (UIL).
L'USI reprit son activité syndicale après la Première Guerre mondiale en participant aux occupations d'usine (qu'elle impulsa elle-même en Ligurie dès février 1920) de septembre 1920 (dirigeants : Armando Borghi, anarchiste, et Alibrando Giovannetti). L'USI impulse la création des Arditi del Popolo, groupe anti-fasciste unitaire qu'ils investirons fortement. Anéantie par la répression de l'État et par les exactions des fascistes, elle fut dissoute par les autorités en 1925.
Une organisation anarchiste a repris son nom dans les années 1950, mais son importance est marginale.
Au congrès de 1996 de l'AIT, l'USI connait une scission car l'AIT reconnais la section "USI Prato Carnico" et non la section "USI Rome". La section "USI Rome" continue cependant d'utiliser les initiales AIT dans son nom complet (USI-AIT). Une partie de l'USI fait partie du congrès de fondation de la CIT en 2018. Les deux USI sont actives, distinctes par l'utilisation des postfixes AIT ou CIT.